# Cecilia Suárez
María Cecilia Suárez de Garay (Tampico, Tamaulipas; 22 de noviembre de 1971), más conocida como Cecilia Suárez, es una actriz de cine y televisión mexicana, conocida por su personaje como Paulina de la Mora en la serie original de Netflix, La casa de las flores.
Es la primera actriz de habla hispana en ser nominada en los Premios Emmy Internacional, como Mejor actriz por su trabajo en la serie de HBO, Capadocia.

## Carrera
Estudió teatro en la Universidad Estatal de Illinois en los Estados Unidos y debutó en el cine con la película Sexo, pudor y lágrimas. Participó en la serie de HBO para Latinoamérica Capadocia.
Ha participado en largometrajes como Párpados azules, (por la que recibió el Premio a Mejor Actriz en el Festival de cine de Lérida, Cataluña, España), Un mundo maravilloso, Hidalgo: La historia jamás contada, El viaje de la Nonna, Sin ton ni Sonia, Puños rosas, Todo el poder y Sexo, pudor y lágrimas.
Su trabajo en televisión incluye las series épicas Revolución y Gritos de muerte y libertad. Así como Locas de amor y Mujeres asesinas, por mencionar algunas.
Ha participado en producciones internacionales como: The Air I Breathe, The Three Burials of Melquiades Estrada, Spanglish o Fidel así como en algunas series de televisión, entre las cuales destacan Medium, Boston Legal y For the People.
Su larga carrera interpretativa incluye obras de teatro como Otelo, Pequeñas certezas, El Diccionario Sentimental, Popcorn –por la que la Asociación Mexicana de Críticos de Teatro le otorgó el premio a Mejor Actriz de Comedia – y, en Estados Unidos, Electra, Every Man, The Crucible, Henry IV-II, The Comedy of Errors, The Rover, Balm in Gilead, Summer and Smoke y Santos & Santos, entre otras.
Cecilia ha trabajado con directores como Tommy Lee Jones, James L. Brooks, Frank Galati, Lucía Carreras, Ernesto Contreras y su hermana Mafer Suárez; y con actores como Anne Bancroft, Harvey Keitel, Diana Bracho, Tea Leoni, Verónica Castro, Andy García, Tommy Lee Jones, Iben Hjejle y Alice Braga.
Es miembro de la Compañía de Teatro de Chicago, Theatre with a View y aunque tiene una agenda muy apretada, siempre encuentra tiempo para contribuir a la sociedad ya sea como vocera de la ONU para la Campaña de Protección a los Defensores de Derechos Humanos, Declárate, o trabajando por su proyecto personal de Parto Humanizado en Hospitales Públicos de la Ciudad de México.
Cecilia cuenta con su programa de cine llamado TNT + Film, del cual pronto se grabará una segunda temporada en TNT.
En 2018 lanzó su primer trabajo para Netflix, siendo coprotagonista de La casa de las flores, donde interpreta a Paulina de la Mora.

## Vida personal
En el ámbito personal, Cecilia fue pareja del actor Gael García Bernal; y del también actor Osvaldo de León.
En octubre de 2009 anunció que estaba embarazada y pidió respeto para ella y para su pareja, Osvaldo de León. Dijo: "En este momento vivimos una de las etapas más importantes de nuestras vidas, porque en unos pocos meses nos convertimos en padres, esperando sobre todo el respeto de la prensa". Su hijo Teo nació en abril de 2010. Su relación con Osvaldo de León terminó en agosto del mismo año.
Es hermana de la directora cinematográfica Mafer Suárez.
En los últimos años se la ha relacionado sentimentalmente con el actor español Paco León, al que conoció durante el rodaje de la aclamada La casa de las Flores. Interpretaban juntos a la pareja protagonista de la serie.

### Activismo
Durante muchos años fue socia y activista de Greenpeace, luego de iniciar con ellos una campaña para la protección del maíz mexicano en 2006. En 2018, reflexionó sobre su trabajo con Greenpeace, diciendo que la  organización le enseñó sobre el mundo del activismo.
Suárez es conocida por combatir las injusticias en su país utilizando su plataforma para hablar sobre temas; Dirige un proyecto dentro de los hospitales públicos mexicanos con el apoyo de la Secretaría de Salud para promover el parto seguro. 
Así mismo, suele pronunciarse acerca de la cultura machista latinoamericana, hablando abiertamente sobre el sexismo en la industria cinematográfica y apoyando el movimiento Me Too.

## Filmografía

### Televisión
| Año       | Título                      | Rol                    | Notas                            |  |
| --------- | --------------------------- | ---------------------- | -------------------------------- |  |
| 1997      | Mi pequeña traviesa         | Pily                   | Actuación estelar                |  |
| 1998      | La casa del naranjo         | Alicia Olmedo          | Coprotagonista                   |  |
| 1999      | Cuentos para solitarios     | Sandra                 | Actuación estelar                |  |
| 2000-2001 | Todo por amor               | Carmina García         | Actuación estelar                |  |
| 2001      | Lo que callamos las mujeres | Elena                  | Episodio: «La Lola enamorada»    |  |
| 2002      | For the People              | Anita López            | 16 episodios                     |  |
| 2007      | Boston Legal                | María Delgadillo       | Episodio: «Duck and Cover»       |  |
| 2007      | Tiempo Final                | Andrea                 | Episodio: «Aniversario»          |  |
| 2007      | Mujeres asesinas            | Ana                    | Episodio: «Ana, corrosiva»       |  |
| 2008-2012 | Capadocia                   | Aurelia Sosa / Valeria | Elenco principal, 26 episodios   |  |
| 2009      | Medium                      | María Vargas           | Episodio: «About Last Night»     |  |
| 2009      | Locas de amor               | Juana Vázquez          | Elenco principal, 25 episodios   |  |
| 2010      | Gritos de muerte y libertad | Leona Vicario          | Episodio: «Retrato de una Leona» |  |
| 2011      | El sexo débil               | Alexandra Camacho      | Actuación estelar                |  |
| 2011      | El encanto del águila       | Carmen Romero          | Elenco principal, 3 episodios    |  |
| 2016      | Sense8                      | Mánager de Lito        | Invitada, 2 episodios            |  |
| 2017      | El César                    | Hilda Meunier          | Elenco recurrente, 9 episodios   |  |
| 2018-2020 | La casa de las flores       | Paulina de la Mora     | Elenco principal, 35 episodios   |  |
| 2020      | Alguien tiene que morir     | Mina Serrano           | Elenco principal, 3 episodios    |  |
| 2021      | 3 caminos                   | Úrsula Méndez          | Elenco principal, 4 episodios    |  |
| 2022      | Promised Land               | Lettie Sandoval        | Elenco principal, 10 episodios   |  |
| 2024      | Zorro                       | Guadalupe Montoro      | Elenco principal, 4 episodios    |  |
| 2024      | El Jardinero                | China Jurado           | Elenco principal, 6 episodios    |  |
| 2025      | Serpientes y escaleras      | Prefecta Dora          | Elenco principal                 |  |

### Cine
| Año  | Película                                        | Rol                      | Director                              | Notas            |  |
| ---- | ----------------------------------------------- | ------------------------ | ------------------------------------- | ---------------- |  |
| 1998 | Lavar y usar                                    | Lucy                     | Sergio Guerrero                       |                  |  |
| 1999 | Sexo, pudor y lagrimas                          | Andrea Maldonado         | Antonio Serrano Argüelles             |                  |  |
| 1999 | Todo el poder                                   | Sofía Álvarez            | Fernando Sariñana                     |                  |  |
| 2002 | ¡Fidel!                                         | Celia Sánchez            |                                       |                  |  |
| 2002 | La venganza de Montezuma                        | Pilar                    | Jorge Riggen                          |                  |  |
| 2003 | Sin ton ni Sonia                                | Renée                    | Carlos Sama                           |                  |  |
| 2003 | Dreaming of Julia                               | Dulce                    | Juan Gerard                           |                  |  |
| 2004 | Spanglish                                       | Monica                   | James L. Brooks                       |                  |  |
| 2004 | Puños rosas                                     | Alicia                   | Beto Gómez                            |                  |  |
| 2005 | Los tres entierros de Melquiades Estrada        | Rosa                     | Tommy Lee Jones                       |                  |  |
| 2005 | Chicken Little                                  | Abby (Patita Fea) Patosa | Mark Dindal                           | (Voz de doblaje) |  |
| 2005 | Sólo Dios sabe                                  | Olivia                   | Carlos Bolado                         |                  |  |
| 2006 | Un mundo maravilloso                            | Rosita                   | Luis Estrada                          |                  |  |
| 2007 | The Air I Breathe                               | Allison                  | Jieho Lee                             |                  |  |
| 2007 | Párpados azules                                 | Marina Farfán            | Ernesto Contreras                     |                  |  |
| 2008 | El Viaje de la Nonna                            | Ceci                     | Batán Silva                           |                  |  |
| 2009 | Cinco días sin Nora                             | Bárbara                  | Mariana Chenillo                      |                  |  |
| 2011 | Nos vemos, papá                                 | Pilar                    | Lucía Carreras                        |                  |  |
| 2013 | No sé si cortarme las venas o dejármelas largas | Ella misma               | Manolo Caro                           |                  |  |
| 2013 | Tercera Llamada                                 | Adriana                  | Francisco Franco Alba                 |                  |  |
| 2014 | Las oscuras primaveras                          | Flora                    | Ernesto Contreras                     |                  |  |
| 2015 | Elvira, te daría mi vida pero la estoy usando   | Elvira                   | Manolo Caro                           |                  |  |
| 2015 | Vidas violentas (segmento Una Selfie)           | La teniente              | Mafer Suárez                          |                  |  |
| 2016 | La vida inmoral de la pareja ideal              | Martina                  | Manolo Caro                           |                  |  |
| 2016 | Macho                                           | Alba                     | Antonio Serrano Argüelles             |                  |  |
| 2017 | Mariposas verdes                                | Bárbara                  | Gustavo Nieto Roa                     |                  |  |
| 2017 | Cuando los hijos regresan                       | Carlota                  | Hugo Lara Chávez                      |                  |  |
| 2017 | Coco                                            | Tía Rosita               | Lee Unkrich                           | (Voz de doblaje) |  |
| 2018 | ''Hombre al agua                                | Magdalena Montenegro     | Rob Greenberg                         |                  |  |
| 2018 | Perfectos desconocidos                          | Eva                      | Manolo Caro                           |                  |  |
| 2019 | Klaus                                           | Alva                     | Sergio Pablos                         | (Voz de doblaje) |  |
| 2021 | La Casa de las Flores: la película              | Paulina de la Mora       | Manolo Caro                           |                  |  |
| 2021 | Cuidado con lo que deseas                       | Laura                    | Fernando Colomo                       |                  |  |
| 2021 | Alegría                                         | Alegría                  | Violeta Salama                        |                  |  |
| 2021 | El comediante                                   | Ella misma               | Gabriel Nuncio y Rodrigo Guardiola    | Cameo            |  |
| 2022 | Sexo, pudor y lágrimas 2                        | Andrea Maldonado         | Alonso Íñiguez                        |                  |  |
| 2022 | La pasajera                                     | Mariela                  | Raúl Cerezo y Fernando González Gómez |                  |  |
| 2022 | Tadeo Jones 3: La tabla esmeralda               | Agente Ramírez           | Enrique Gato                          | (Voz de doblaje) |  |
| 2023 | A Cielo Abierto                                 | Maru                     | Mariana Arriaga y Santiago Arriaga    |                  |  |
| 2023 | Lluvia                                          | Ana                      | Rodrigo García Sáiz                   |                  |  |
| 2024 | Puntos Suspensivos                              | Victoria                 | David Marqués                         |                  |  |
| 2024 | OCA                                             |                          | Karla Badillo                         |                  |  |

## Premios y nominaciones
| Año  | Premio                                        | Categoría                                              | Producción                          | Resultado |
| ---- | --------------------------------------------- | ------------------------------------------------------ | ----------------------------------- | --------- |
| 2001 | Premios Bravo                                 | Mejor Actriz de Reparto                                | Todo por amor                       | Ganadora  |
| 2006 | Premios Ariel                                 | Mejor Coactuación Femenina                             | Un mundo maravilloso                | Ganadora  |
| 2007 | Festival Internacional de Cine en Guadalajara | Mejor Coactuación Femenina                             | Párpados azules                     | Ganadora  |
| 2008 | Premio Ariel                                  | Mejor Actriz                                           | Párpados azules                     | Nominada  |
| 2008 | Cine Latinoamericano                          | Mejor Actriz                                           | Párpados azules                     | Ganadora  |
| 2008 | Asociación Mexicana de Críticos de Teatro     | Mejor Actriz de Comedia                                | El Diccionario Sentimental, Popcorn | Ganadora  |
| 2009 | Premios Emmy Internacional                    | Mejor Actriz                                           | Capadocia                           | Nominada  |
| 2015 | Premio Ariel                                  | Mejor Coactuación Femenina                             | Las oscuras primaveras              | Nominada  |
| 2019 | Premios Platino                               | Mejor interpretación femenina en miniserie o teleserie | La casa de las flores               | Ganadora  |
| 2020 | Premios Platino                               | Mejor interpretación femenina en miniserie o teleserie | La casa de las flores               | Ganadora  |
| 2021 | Premios Platino                               | Mejor interpretación femenina en miniserie o teleserie | La casa de las flores               | Nominada  |